# Saint-Trojan-les-Bains
Saint-Trojan-les-Bains là một xã trong tỉnh Charente-Maritime trong vùng Nouvelle-Aquitaine, tây nam nước Pháp. Xã Saint-Trojan-les-Bains nằm ở khu vực có độ cao trung bình 8 mét trên mực nước biển.